# Mowad
Mowad là một thành phố và là nơi đặt hội đồng đô thị (municipal council) của quận Nagpur thuộc bang Maharashtra, Ấn Độ.

## Nhân khẩu
Theo điều tra dân số năm 2001 của Ấn Độ, Mowad có dân số 8732 người. Phái nam chiếm 51% tổng số dân và phái nữ chiếm 49%. Mowad có tỷ lệ 74% biết đọc biết viết, cao hơn tỷ lệ trung bình toàn quốc là 59,5%: tỷ lệ cho phái nam là 79%, và tỷ lệ cho phái nữ là 68%. Tại Mowad, 12% dân số nhỏ hơn 6 tuổi.